# Steenkoolmijn Sauwartan

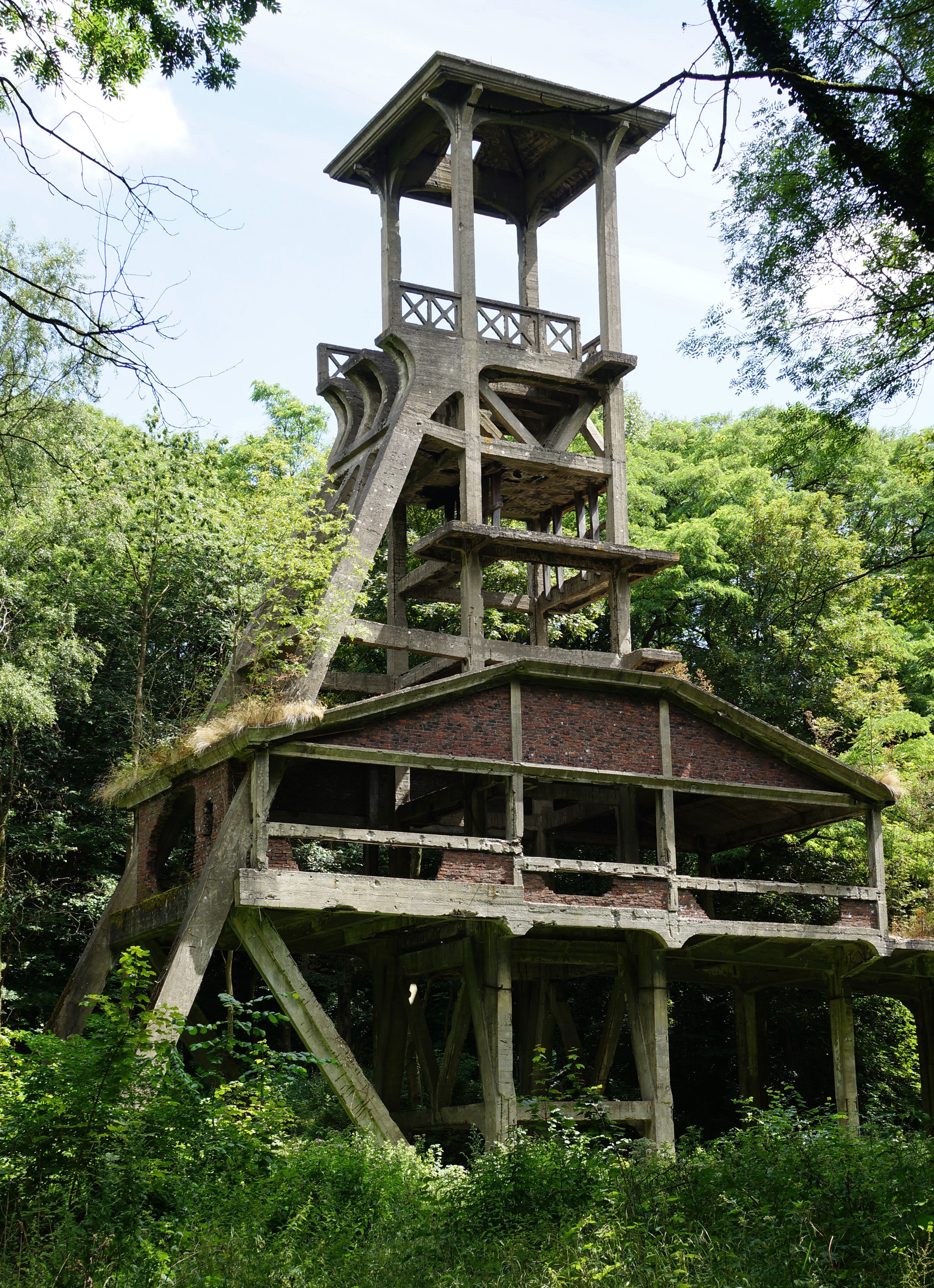
Steenkolenmijn van Sauwarten

De Steenkoolmijn Sauwartan was een steenkoolmijn in de Belgische gemeente Dour. De site bevindt zich in het gehucht Dérodé aan de rand van bos van Saint-Ghislain dat deel uitmaakt van het bos van Colfontaine. Er bevinden zich oude mijngebouwen waaronder een betonnen schachtbok en een terril. De steenkoolmijn Sauwartan vormde een onderdeel van de vele putten die in de Borinage werden opgericht.

## Geschiedenis

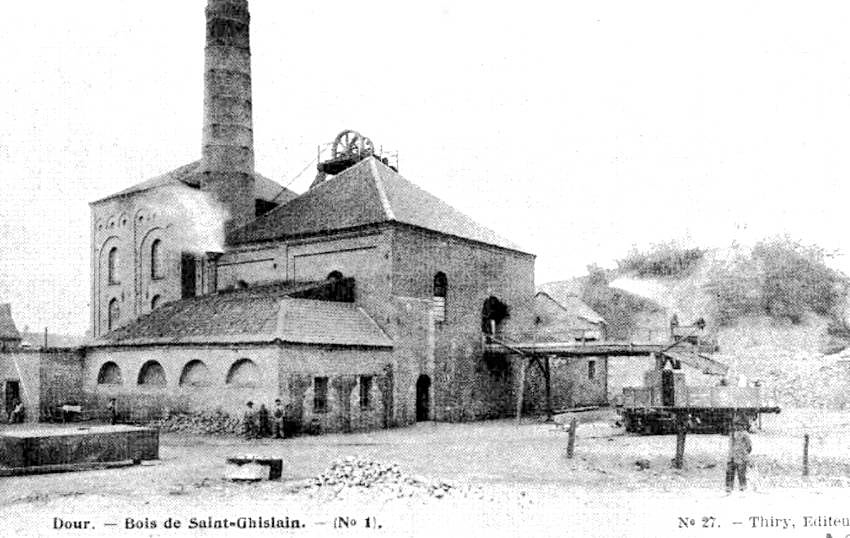
De mijn in de late 19de eeuw.

Aan het eind van de 18de eeuw gaf de abdij van Saint-Ghislain, die halsheer was van de regio, het recht om steenkool te ontginnen in deze bossen. In eerste instantie presteerde de mijn niet goed en had ze te lijden onder verschillende tegenslagen. Zo vielen op 22 maart 1847 57 doden bij een ongeluk in de mijn. Op 19 november 1880 kwamen 9 mijnwerkers om het leven door een gasexplosie in de grote schacht van put nr. 1.
In 1845 werd een burgermaatschappij opgericht met de naam "Société du Grand-Bouillon et de Sauwartan sur Dour". Deze maatschappij beschikte over aanzienlijke financiële middelen die ervoor zorgden dat nieuwe putten gegraven konden worden, oude putten uitgediept werden en de aanleg van spoorwegen en hoogovens in de nabijheid van de mijn een feit werden. Om de beschikbare middelen te laten toenemen, fusioneerde de maatschappij tot de "Société Anonyme du Grand-Bouillon et des Chevalières du Bois de Saint-Ghislain" in 1860. De mijn werd gesloten op 6 oktober 1938 en na verschillende overnames en fusies kwam de steenkoolmijn van Sauwartan in de jaren 50 in handen van het beroemde "Ouest de Mons". In 1959 bij het faissement van de "Société Anonyme des Charbonnages du Borinage" waarvan Sauwartan op dat moment deel uitmaakte, kocht de familie Dréau uit Flénu de site met de mijngebouwen en de terril.

## Schachtbok
De schachtbok werd gebouwd in 1927 ter vervanging van een houten constructie. Het is de enige nog bestaande betonnen schachtbok in de mijnstreek ten westen van Bergen. Het ontwerp is gebaseerd op het systeem van Freycinet, de Franse ingenieur die gespecialiseerd was in gewapend beton. De constructie is gebouwd naar de plannen van architect Crombez uit Wasmes. De gebouwen zijn opgetrokken uit betonnen balken en de muren opgevuld met bakstenen. Het gebruik van beton als voornaamste element laat zich verklaren door de grote flexibiliteit, de hoge sterkte en snelheid van uitvoering die het biedt.

## Huidige situatie
Momenteel kunnen de restanten van de mijngebouwen en de terril Sauwartan nog teruggevonden worden op de oorspronkelijke locatie. De gebouwen staan sinds 30 augustus 1991 geklasseerd als een beschermd monument, de terrils als een beschermde site.
De terril heeft ook een aanzienlijk belang vanuit biologisch standpunt wat betreft de aanwezigheid van amfibieën (geschikte plassen vooral voor de alpenwatersalamander en de bruine kikker), typische vogelsoorten voor beboste gebieden (grasmussen, boomklevers, vinken, grote bonte specht,...) of vleermuizen. Dit biologisch belang heeft ertoe geleid dat de site deel uitmaakt van het Natura 2000 project.